# Pseudopiptocarpha schultzii
Pseudopiptocarpha schultzii là một loài thực vật có hoa trong họ Cúc. Loài này được (Karst. ex Sch.Bip.) H.Rob. miêu tả khoa học đầu tiên năm 1994.